# Das Geheimnis der roten Katze (1949)
Das Geheimnis der Roten Katze ist ein deutscher Spielfilm von 1949 mit Heinz Rühmann in der Hauptrolle. Es ist eine Neuverfilmung des gleichnamigen Spielfilms von 1931.

## Handlung
André ist ein erfolgloser Schauspieler, der in der zwielichtigen Pariser Kneipe „Die Rote Katze“ mit einer Rolle als Bandenchef für entsprechende Atmosphäre sorgen soll. Gloria Jefferson, Tochter eines amerikanischen Juwelierhändlers, wird von dem bunten Treiben angelockt. Ihr Vater soll währenddessen den riesigen Brillanten namens „Halifax“ erworben haben. Der Gauner Pitou beabsichtigt den Brillanten zu stehlen und sieht in André einen ernstzunehmenden Gegenspieler. Pitou zwingt André, mit ihm gemeinsame Sache zu machen. Im Laufe der Zeit wechselt der Edelstein mehrmals den Besitzer, bis er zuletzt wieder in die Hände des Juwelenhändlers gelangt. Gloria und André werden ein Paar, während die wirklichen Gangster auffliegen.

## Hintergrund
Der gleiche Stoff, der auf eine Idee von Erich Engels zurückgeht, wurde bereits 1931 von Regisseur Erich Schönfelder unter demselben Titel verfilmt. Der neue Film wurde im Atelier der Bavaria Film in Geiselgasteig gedreht. Die Außenaufnahmen entstanden in München und Umgebung. Das Geheimnis der Roten Katze wurde am 14. April 1949 in München uraufgeführt.

## Kritiken
„Kriminal- und Verkleidungsklamotte mit Schlagermusik und spärlichen komödiantischen Glanzlichtern.“